# 1990 SC13
1990 SC13 är en asteroid i huvudbältet som upptäcktes den 22 september 1990 av den belgiske astronomen Henri Debehogne vid La Silla-observatoriet.
Asteroiden har en diameter på ungefär 8 kilometer och den tillhör asteroidgruppen Koronis.